# Enoploteuthidae
Enoploteuthidae zijn een familie van weekdieren uit de klasse van de Cephalopoda (inktvissen). 

## Taxonomie
De volgende geslachten zijn bij de familie ingedeedl:
- Abralia Gray, 1849
- Abraliopsis Joubin, 1896
- Enoploteuthis d'Orbigny, 1842
- Watasenia Ishikawa, 1914

### Synoniemen
- Ancistrocheirinae => Ancistrocheiridae Pfeffer, 1912
- Asteroteuthis Pfeffer, 1908 => Abralia (Asteroteuthis) Pfeffer, 1908
- Compsoteuthis Pfeffer, 1900 => Abralia (Astrabralia) Nesis & Nikitina, 1987
- Enigmoteuthis Adam, 1973 => Abralia (Enigmoteuthis) Adam, 1973
- Enoploion Pfeffer, 1912 => Abralia Gray, 1849
- Micrabralia Pfeffer, 1900 => Abraliopsis (Micrabralia) Pfeffer, 1900